# نورد نورآلفا
نورد نورآلفا (به انگلیسی: Nord Noralpha) یک هواپیمای ساختِ کارخانهٔ نورداویاسیون در کشور فرانسه است. این هواپیما برای نخستین بار در ۱۹۴۴ میلادی مورد استفاده قرار گرفت.